# 臨城戰鬥 (北洋政府時期)
臨城戰鬥發生於1927年7月9－21日，地點則是在中國魯南一帶，是國民革命軍北伐戰爭的戰鬥之一。臨城戰鬥的交戰雙方，一方為國民革命軍，另一方為北洋政府所轄軍隊。國民革命軍於先期攻擊時，受北洋政府所轄部隊砲火壓制，傷亡2000人，11日國民革命軍佔領臨城，19日北洋政府所轄部隊大舉反攻，國民革命軍兩師，營長以下多數陣亡，部隊損失三分之二後，遂棄守該地向徐州撤退

## 參看
- 中華民國北洋政府時期內戰戰鬥列表
- 徐州战斗 (北洋政府时期)